# Erik Tulindberg
Erik Tulindberg (né à Vähäkyrö le 22 février 1761 et mort à Turku le 1er septembre 1814) est le premier compositeur finlandais de musique classique connu.

## Biographie
Tulindberg est né à Vähäkyrö en Finlande occidentale. Il a fait ses études à Turku et a ensuite travaillé en tant que fonctionnaire à Oulu de 1784 à 1809 et ensuite à Turku. Il jouait du violon et du violoncelle. Il est devenu membre de l'Académie royale de musique de Suède en 1797. En 1809, quand la Finlande fut annectée par la Russie comme Grand-duché de Finlande, Tulindberg devient sénateur et président de la commission des finances. Il est décédé à Turku à l'âge de 53 ans.

## Musique
De ses compositions, subsistent seulement un concerto pour violon en si bémol majeur et six quatuors à cordes. Le concerto pour violon a été écrit avant 1784 durant son temps au conservatoire à Turku. La musique montre des influences du jeune Mozart et de l'école de Mannheim. 
Ses quatuors à cordes dénotent plus de maturité et sont beaucoup plus connus aujourd'hui que le concerto pour violon. Ils sont dans la tradition de Haydn. De fait, une copie des quatuors à cordes op.9 de Haydn a été trouvée parmi les papiers de Tulindberg après sa mort.

## Discographie
Son concerto pour violon a été enregistré une première fois en 1946, et en 2001 avec la violoniste baroque Kreeta-Maria Kentala et l'orchestre baroque de Finlande, le « Sixth Floor Orchestra ». Kreeta-Maria Kentala est aussi première violoniste du « Rantatie Quartet » dans les six quatuors de Tulindberg, enregistrés en 2004 lors du « Helsinki Festival ».

## Œuvres
- Concerto pour violon en si bémol majeur op. 1
- Quatuor à cordes nº 1 en si bémol majeur op. 2 nº 1
- Quatuor à cordes nº 2 en ré mineur op. 2 nº 2
- Quatuor à cordes nº 3 en do majeur op. 2 nº 3
- Quatuor à cordes nº 4 en sol majeur op. 3 nº 1
- Quatuor à cordes nº 5 en do mineur op. 3 nº 2
- Quatuor à cordes nº 6 en fa majeur op. 3 nº 3
- Polonaise con variationi